# Chiesa di Santa Maria Addolorata (Dobbiaco)
La chiesa di Santa Maria Addolorata (in tedesco Kirche zur Schmerzhaften Muttergottes), anche nota come santuario di Santa Maria Addolorata, è un importante santuario mariano che si trova a Santa Maria (Aufkirchen), frazione di Dobbiaco (Toblach), in provincia autonoma di Bolzano. Appartiene al decanato di San Candido-Dobbiaco della diocesi di Bolzano-Bressanone e risale al XIII secolo.

## Storia
La prima citazione su un documento del santuario mariano di Santa Maria a Dobbiaco risale al 1262. Quando la devozione popolare per la Madonna crebbe e portò un numero sempre maggiore di fedeli fu necessario ricostruire l'antica chiesa sostituendola con una di maggiori dimensioni. Il nuovo edificio, in stile gotico, venne ultimato nel 1470.

## Descrizione
Il luogo di culto attira molti fedeli e si trova a circa 1.300 di altezza nella piccola frazione di Dobbiaco. Vi si arriva dopo una salita attraverso il bosco e il percorso dal 1996 è noto come sentiero di meditazione.